# Белов, Михаил Александрович
Михаил Александрович Белов (род. 12 сентября 1975) — российский футбольный судья.

## Биография
Воспитанник ДЮСШ «Красное Сормово» (Нижний Новгород). В 1996 и 1997 годах играл на любительском уровне за нижегородские клубы «Радий» и «Волга». Позже перешёл в судейство.
С 1999 года работал во втором дивизионе в роли ассистента. В качестве главного судьи дебютировал 19 апреля 2000 года в матче Кубка России «Динамо» Вологда — «Северсталь» (3:0). В том же году стал судить матчи второго дивизиона, а с 2007 года начал привлекаться к играм первого дивизиона. В ходе своей профессиональной карьеры провёл 138 матчей во втором и 104 матча в первом дивизионе в качестве главного судьи.
В высшей лиге Белов отсудил две игры. Дебютировал 18 августа 2013 года в матче 5-го тура «Крылья Советов» — «Томь» (1:0), в котором показал три предупреждения и удалил одного игрока. 26 сентября того же года отсудил встречу 10-го тура «Амкар» — «Ростов» (1:0), где использовал 6 жёлтых карточек.
Завершил карьеру в 2016 году.

## Личная жизнь
Младший брат Владимир (р. 1983) также был футбольным судьёй, но на профессиональном уровне не судил.